# Alló Imre
Alló Imre (Beketfa, 1659 – Erdély, 1698. március 12.) magyar jezsuita tanár, hitszónok, vértanú.

## Élete
1678-ban lépett a rendbe, Trencsénben. Bécsben bölcseletet tanult; kevés idő múlva Kassára küldték. Miután Nagyszombatban négy évig tanárkodott, Erdélybe ment a harmadik probációra, ott tanított és prédikált egészen addig, amíg a katonák, akiket jobb erkölcsökre intett, ellene fordultak és fegyverrel úgy meg nem sebesítették, hogy néhány nap alatt sebeibe belehalt.

## Műve
- Leopoldus I. pietate in Deum, clementia in subditos, arte et marte, in toga et sago, tot gloriosissimorum corona. Carmine heroico, lyrico, anagrammatico. Tyrnaviae, 1687